# 화이트샌즈 미사일 실험장

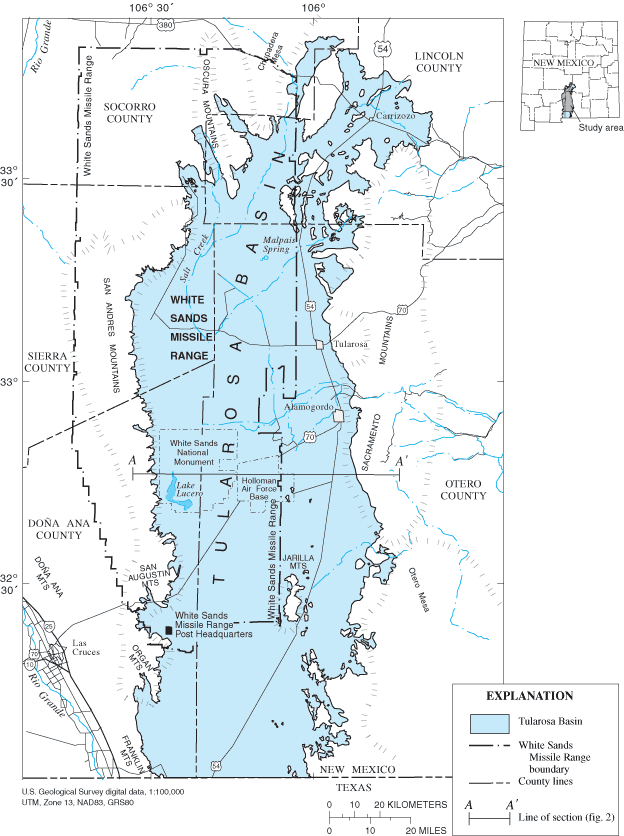

화이트 샌드 미사일 레인지(White Sands Missile Range, WSMR)는 미국 뉴멕시코 주에 위치한 미사일 시험장이다.

## 역사
1930년 "로켓의 아버지" 로버트 고다드 박사가 뉴멕시코에서 로켓 발사 시험을 했다.
1941년 4월 13일, 앨라모고도 미육군 사격 연습장(Alamogordo Bombing and Gunnery Range)이 건설되었다.
1945년 화이트 샌드 프로빙 그라운드(White Sands Proving Ground)를 만들었다. 지금의 레인지는 이 프로빙 그라운드에서 이름만 변경된 것이다. 기계의 성능 시험장을 영어로 프로빙 그라운드라고 한다. 사격 연습장을 영어로 레인지라고 한다.
WSMR의 면적은 3,200 mi² (8 287 km2)으로, 로드 아일랜드 3배 크기이다. 미국내의 최대 규모 군사 시설이다.
인근에 국립공원인 화이트 샌드 내셔널 모뉴먼트가 있다.
인근에 앨라모고도, 텍사스주 엘 파소 등의 도시가 있다. 엘 파소 인근에는 포트 블리스라는 군사기지가 있다. 한국 성주 사드가 포트 블리스의 사드 포대를 옮겨온 것이다. 병력도 포트 블리스 육군 장병이 모두 한국으로 왔다. 포트 블리스의 탱크부대가 주한미군 2사단으로 순환배치가 되었다는 보도도 있다.

## 같이 보기
- 카푸스틴 야르